# Migliori prestazioni italiane nei 100 metri stile libero
La lista delle migliori prestazioni italiane nei 100 metri stile libero, aggiornata periodicamente dalla Federazione Italiana Nuoto, raccoglie i migliori risultati di tutti i tempi degli atleti italiani nella specialità dei 100 metri stile libero.

## Vasca lunga

### Uomini
Statistiche aggiornate al 16 marzo 2023.
| Pos. | Tempo | Nome               | Luogo              | Data             |
| ---- | ----- | ------------------ | ------------------ | ---------------- |
| 1    | 47"45 | Alessandro Miressi | Budapest, Ungheria | 17 maggio 2021   |
| 2    | 47"71 | Thomas Ceccon      | Tokyo, Giappone    | 27 luglio 2021   |
| 3    | 47"96 | Luca Dotto         | Riccione, Italia   | 21 aprile 2016   |
| 3    | 47"96 | Lorenzo Zazzeri    | Budapest, Ungheria | 26 giugno 2021   |
| 5    | 48"04 | Filippo Magnini    | Roma, Italia       | 29 luglio 2009   |
| 6    | 48"16 | Marco Orsi         | Riccione, Italia   | 19 agosto 2014   |
| 7    | 48"38 | Luca Leonardi      | Pechino, Cina      | 22 agosto 2014   |
| 7    | 48"38 | Ivano Vendrame     | Riccione, Italia   | 13 dicembre 2019 |
| 9    | 48"47 | Christian Galenda  | Pechino, Cina      | 13 agosto 2008   |
| 10   | 48"49 | Alessandro Calvi   | Pechino, Cina      | 11 agosto 2008   |
| 10   | 48"49 | Santo Condorelli   | Roma, Italia       | 26 giugno 2021   |

### Donne
Statistiche aggiornate al 16 marzo 2023.
| Pos. | Tempo | Nome                 | Luogo                | Data             |
| ---- | ----- | -------------------- | -------------------- | ---------------- |
| 1    | 53"18 | Federica Pellegrini  | Roma, Italia         | 25 giugno 2016   |
| 2    | 54"11 | Silvia Di Pietro     | Riccione, Italia     | 5 aprile 2017    |
| 3    | 54"13 | Chiara Tarantino     | Roma, Italia         | 12 agosto 2022   |
| 4    | 54"22 | Sara Curtis          | Vilnius, Lituania    | 6 luglio 2024    |
| 5    | 54"30 | Erika Ferraioli      | Riccione, Italia     | 20 dicembre 2014 |
| 6    | 54"92 | Giada Galizi         | Glasgow, Regno Unito | 3 agosto 2018    |
| 7    | 54"96 | Alice Mizzau         | Riccione, Italia     | 15 aprile 2015   |
| 8    | 55"00 | Costanza Cocconcelli | Roma, Italia         | 26 giugno 2021   |
| 9    | 55"03 | Aglaia Pezzato       | Riccione, Italia     | 20 aprile 2016   |
| 10   | 55"07 | Cecilia Vianini      | Genova, Italia       | 6 agosto 2001    |

## Vasca corta

### Uomini
Statistiche aggiornate al 16 marzo 2023.
| Pos. | Tempo | Nome               | Luogo                          | Data             |
| ---- | ----- | ------------------ | ------------------------------ | ---------------- |
| 1    | 45"47 | Alessandro Miressi | Abu Dhabi, Emirati Arabi Uniti | 21 dicembre 2021 |
| 2    | 45"72 | Thomas Ceccon      | Melbourne, Australia           | 15 dicembre 2022 |
| 3    | 46"04 | Marco Orsi         | Riccione, Italia               | 19 aprile 2015   |
| 4    | 46"11 | Luca Dotto         | Copenaghen, Danimarca          | 17 dicembre 2017 |
| 5    | 46"19 | Lorenzo Zazzeri    | Kazan', Russia                 | 7 novembre 2021  |
| 6    | 46"26 | Filippo Magnini    | Istanbul, Turchia              | 12 dicembre 2009 |
| 7    | 46"46 | Paolo Conte Bonin  | Riccione, Italia               | 10 novembre 2022 |
| 8    | 46"67 | Christian Galenda  | Manchester, Gran Bretagna      | 19 dicembre 2009 |
| 9    | 46"76 | Santo Condorelli   | Hangzhou, Cina                 | 11 dicembre 2018 |
| 10   | 46"77 | Leonardo Deplano   | Berlino, Germania              | 22 ottobre 2022  |

### Donne
Statistiche aggiornate al 16 marzo 2023.
| Pos. | Tempo | Nome                 | Luogo             | Data             |
| ---- | ----- | -------------------- | ----------------- | ---------------- |
| 1    | 52"10 | Federica Pellegrini  | Riccione, Italia  | 7 aprile 2019    |
| 2    | 52"58 | Erika Ferraioli      | Massarosa, Italia | 14 novembre 2015 |
| 3    | 52"71 | Silvia Di Pietro     | Kazan', Russia    | 5 novembre 2021  |
| 4    | 53"04 | Costanza Cocconcelli | Genova, Italia    | 4 novembre 2022  |
| 5    | 53"35 | Chiara Tarantino     | Riccione, Italia  | 11 novembre 2022 |
| 6    | 53"52 | Giulia D'Innocenzo   | Roma, Italia      | 23 dicembre 2022 |
| 7    | 53"69 | Aglaia Pezzato       | Massarosa, Italia | 16 novembre 2016 |
| 8    | 53"71 | Renata Spagnolo      | Roma, Italia      | 25 aprile 2009   |
| 9    | 53"83 | Laura Letrari        | Monza, Italia     | 15 marzo 2009    |
| 10   | 53"86 | Elena Di Liddo       | Riccione, Italia  | 1º dicembre 2021 |